# Fenriz Presents… The Best of Old-School Black Metal
Fenriz Presents… The Best of Old-School Black Metal ist eine von Fenriz zusammengestellte Black-Metal-Kompilation. Sie erschien im Jahr 2004 bei Peaceville Records.

## Entstehung und Veröffentlichung
Nach eigenen Angaben wollte Fenriz schon seit Mitte der 1990er eine Kompilation herausgeben, habe schließlich jedoch gewartet, bis die Stücke historische Dokumente des Black Metal geworden waren. Die Auswahl sei teilweise schnell zu treffen gewesen und habe teilweise mehr Überlegung in Anspruch genommen, bei der seine Erfahrung sowie seine Geringschätzung moderner Bands eine Rolle gespielt haben. Fenriz wolle mit der Kompilation zeigen, dass Black Metal nicht mit Emperor, Dimmu Borgir oder Darkthrone begonnen habe.

## Titelliste
1. Blasphemy – Winds of the Black Godz (1:21)
2. Sarcófago – Satanic Lust (3:08)
3. Celtic Frost – Dawn of Megiddo (5:44)
4. Nattefrost – Sluts of Hell (3:10)
5. Mercyful Fate – Evil (4:46)
6. Sodom – Burst Command Til War (3:22)
7. Tormentor – Elisabeth Bathory (5:19)
8. Aura Noir – Blood Unity (4:49)
9. Destruction – Curse the Gods (5:59)
10. Samael – Into the Pentagram (6:47)
11. Bulldozer – Whisky Time (4:11)
12. Mayhem – The Freezing Moon (6:14)
13. Hellhammer – The Third of the Storms (2:55)
14. Burzum – Ea, Lord of the Deeps (4:51)
15. Venom – Warhead (3:38)
16. Bathory – Dies Irae (5:14)

## Rezeption
Fenriz zeigte sich an Verkaufszahlen und Einnahmen nicht interessiert. Die Reaktionen der Presse auf die Kompilation waren gespalten. Robert Pöpperl-Berenda vom Rock Hard bezeichnet sie als „löbliches Vorhaben“, kritisiert aber, Fenriz habe einige „Filler“ und „aktuelle Leichtgewichte wie NATTEFROST oder AURA NOIR ein[ge]schleust“. Er resümiert: „Man fährt sicher besser, wenn man sich die Originale der wahren Meister in voller Länge zulegt.“ Mathieu von blackmetal.at hält Fenriz Presents… The Best of Old-School Black Metal für eine „etwas unausgewogene Mischung“ und „eher überflüssige Veröffentlichung“. Morgenstern von schwermetall.ch urteilt jedoch: „Trotzdem hat das Scheibchen seinen Wert: Vielleicht bringt es den einen oder anderen Schwarzmetall-Neuling dazu, nicht bei Bombastkappellen wie Cradle Of Filth und Dimmu Borgir zu verharren und sich auf die Herkunft des tatsächlichen Black Metal zu besinnen.“